# Matutinus erinna
Matutinus erinna är en insektsart som beskrevs av Ronald Gordon Fennah 1972. Matutinus erinna ingår i släktet Matutinus och familjen sporrstritar. Inga underarter finns listade i Catalogue of Life.